# Emilio Salcedo Salcedo
Emilio Sánchez Arteaga, que escribió bajo el pseudónimo de Emilio Salcedo Salcedo (Salamanca, 1929 - Madrid, 10 de marzo de 1992), fue un periodista, crítico literario y escritor español.

## Biografía
Cursó gran parte de la carrera eclesiástica en el seminario de Salamanca y luego Filología Románica en la universidad de esa misma ciudad. Diez años después de licenciarse, cuando ya se dedicaba al periodismo, empezó a dar clases de español en la Universidad de Tolouse-La Mirail (1973-1975), y luego regresó al periodismo. Fue académico correspondiente de la Real de Bellas Artes de San Fernando.
Empezó a ejercer el periodismo en El Adelanto de Salamanca y fue largo tiempo director del diario de Santa Cruz de Tenerife El Día. Colaboró asimismo en La Gaceta Regional de Salamanca y fue un importante colaborador del semanario El Español, dirigido por el falangista Juan Aparicio; colaboró asimismo, entre otras muchas publicaciones, en Triunfo, Argumentos, La Calle, Revista de Occidente, etc. y luego fue crítico artístico, literario y teatral de El Norte de Castilla (Valladolid), donde fue además en 1968 redactor jefe y ocasionalmente director interino sustituyendo a Miguel Delibes.
Escribió tres biografías, una sobre Miguel Delibes y otra sobre Miguel de Unamuno; menos conocida es la que hizo del dictador Francisco Franco junto al periodista y corresponsal de Abc en Londres Alfonso Barra Alcántara (1922-1990), bajo el título de  Centinela de Occidente. Semblanza biográfica de Francisco Franco (Barcelona, AHR, 1956) si bien son el director de La Vanguardia Española Luis de Galinsoga y el primo del dictador, el general Francisco Franco Salgado-Araújo, quienes firman la obra. También escribió las historias literarias de Salamanca y de Valladolid en el siglo XIX.

## Obras
- Con Alfonso Barra, Centinela de Occidente. Semblanza biográfica de Francisco Franco (Barcelona, AHR, 1956). Se publicó bajo el nombre de Luis de Galinsoga y Francisco Franco Salgado-Araújo.
- Literatura salmantina del siglo XIX, Salamanca: Centro de Estudios Salmantinos, 1960.
- El cochecito rojo, Madrid, Ediciones Aguilar, 1963.
- Vida de don Miguel. Editorial Anaya, (Salamanca, 1964; 2.ª ed. 1970), biografía de Unamuno, con importantes aportaciones de testigos contemporáneos del escritor.
- Relatos y paisajes Madrid: CIADI, 1964
- Teatro y sociedad en el Valladolid del siglo XIX, Valladolid: Servicio de Información y de Publicaciones del Ayuntamiento de Valladolid, 1978
- Miguel Delibes, novelista de Castilla, Valladolid: Junta de Castilla y León, Consejería de Educación y Ciencia, 1986.
- Elucidario 1973-1974, [Valladolid]: Agrupación de Periodistas, 1990.